# 츠바르트노츠 국제공항
츠바르토노츠 국제공항(영어: Zvartnots International Airport, 아르메니아어: Զվարթնոց Միջազգային Օդակայան Zvart'nots' Mijazgayin Odakayan)은 아르메니아의 수도 예레반에 위치한 국제공항이다.

## 운항 노선

### 국제선
| 항공사              | 목적지                                                                           |
| ------------------- | -------------------------------------------------------------------------------- |
| 아르메니아 항공     | 모스크바(브누코보), 소치, 테헤란(이맘 호메이니)                                  |
| 아르메니안 항공     | 모스크바(셰레메티예보), 바투미, 사마라, 소치, 이스탄불(아르나부코이)             |
| 에티하드 항공       | 아부다비 - (2026년 3월 9일 재취항)                                               |
| 에어 아라비아       | 샤르자                                                                           |
| 에어 카이로         | 샤름엘셰이크] 계절편: 후르가다                                                   |
| 오스트리아 항공     | 빈                                                                               |
| 에어 프랑스         | 파리(샤를 드 골)                                                                 |
| 콘도르 항공         | 계절편: 프랑크푸르트                                                             |
| 브뤼셀 항공         | 브뤼셀                                                                           |
| 에게 항공           | 아테네 계절편: 테살로니키                                                        |
| 에어 몬테네그로     | 계절편: 포드고리차                                                               |
| 에어 발틱           | 리가                                                                             |
| 아에로플로트        | 모스크바(셰레메티예보), 볼고그라드, 상트페테르부르크, 소치, 예카테린부르크       |
| 벨라비아 항공       | 민스크                                                                           |
| 플라이두바이        | 두바이                                                                           |
| 조지아 항공         | 트빌리시                                                                         |
| 그로즈니 아비아     | 안아파, 카잔                                                                     |
| 이란 아스맘 항공    | 테헤란(이맘 호메이니)                                                            |
| 이라크 항공         | 바그다드, 에르빌                                                                 |
| LOT 폴란드 항공     | 바르샤바(쇼팽)                                                                   |
| 마한 에어           | 테헤란(이맘 호메이니)                                                            |
| 중동항공            | 베이루트                                                                         |
| 노드스타 항공       | 크라스노야르스크(예밀야노보) 계절편: 로스토프나도누                              |
| 러스라인            | 볼고그라드                                                                       |
| S7 항공             | 첼랴빈스크, 모스크바(도모데도보), 노보시비르스크                                 |
| 사라토프 항공       | 사라토프                                                                         |
| SCAT 항공           | 악터우                                                                           |
| 시리아 항공         | 다마스쿠스                                                                       |
| 트랜스아에로 항공   | 모스크바(브누코보)                                                               |
| 우크라이나 국제항공 | 키예프(보리스필) 계절편: 오데사                                                  |
| 우랄 항공           | 모스크바(도모데도보), 니즈니노브고로트, 상트페테르부르크, 사마라, 예카테린부르크 |
| 유테이르 항공       | 모스크바(브누코보)                                                               |
| VIM 항공            | 모스크바(도모데도보)                                                             |
| 야말 항공           | 튜멘                                                                             |

### 전세 노선
| 항공사                 | 목적지                         |
| ---------------------- | ------------------------------ |
| 아르키아 이스라엘 항공 | 계절편: 텔아비브               |
| 에게 항공              | 헤라클리온, 로도스, 테살로니키 |
| 에어 카이로            | 후가르다, 샤름엘셰이크         |
| 에어유로파             | 바르셀로나                     |
| 에어 몰타              | 몰타                           |
| 불가리아 항공          | 부르가스, 바르나               |
| 몬테네그로 항공        | 포트고리차, 티바트             |
| 부엘링 항공            | 계절편: 바르셀로나             |

### 화물 노선
| 항공사              | 목적지           |
| ------------------- | ---------------- |
| 에어 아르메니아     | 프랑크루프트     |
| 코인 항공           | 트빌리시         |
| 우크라이나 국제항공 | 키예프(보리스필) |